# Treslon
Treslon ist eine französische Gemeinde mit 262 Einwohnern (Stand 1. Januar 2022) im Département Marne in der Region Grand Est (vor 2016 Champagne-Ardenne). Sie gehört zum Arrondissement Reims und zum Kanton Fismes-Montagne de Reims.

## Geographie
Treslon liegt etwa 17 Kilometer westlich von Reims.
Nachbargemeinden von Treslon sind Savigny-sur-Ardres im Norden und Westen, Rosnay im Norden und Nordosten, Germigny im Osten, Bouleuse im Süden und Südosten, Poilly im Süden und Südwesten, Tramery im Südwesten sowie Faverolles-et-Coëmy im Westen.

## Bevölkerungsentwicklung
| Jahr                       | 1962 | 1968 | 1975 | 1982 | 1990 | 1999 | 2006 | 2018 |
| Einwohner                  | 116  | 102  | 114  | 141  | 157  | 173  | 171  | 244  |
| Quellen: Cassini und INSEE |      |      |      |      |      |      |      |      |

## Sehenswürdigkeiten
- Kirche Saint-Didier